# オフィス海風
株式会社オフィス海風（オフィスうみかぜ）は、日本の声優事務所。日本芸能マネージメント事業者協会会員。

## 所属タレント

### 男性
- 石川タカオ
- 今賀竣
- 緒方賢一
- 奥上英雄
- 酒井哲哉
- 七海太郎
- 林竜多郎
- 堀越富三郎

### 女性
- 華乃ゆり
- きみづか縁
- 小芭美
- 千葉千恵巳
- 友利直美
- 三谷翔子
- 谷上美希

## かつて所属していた主な声優
- 浅井慶一郎（フリー）
- 片桐真衣（現所属：センテナリア）
- 坂戸こまつな（フリー）
- 仲田隼人（フリー）
- 橋本晃一（現所属：センテナリア）
- 古澤融（現所属：ロウノーツ エージェンシー代表）
- 丸山純路（フリー）